# John Ellard Gore
John Ellard Gore   (Athlone, 1 de juny de 1845 - Grafton Street, 18 de juliol de 1910) va ser un astrònom aficionat irlandès, escriptor prolífic i membre fundador de l'Associació Astronòmica Britànica. Va estar principalment interessat en els estels variables, sent el descobridor de moltes d'elles, com a W Cygni en 1884, U Orionis en 1885, i independentment del seu descobriment oficial, de la nova GK Persei.

## Primers anys
Gore va néixer en 1845 en Athlone (Comtat de Westmeath). Era el fill major del Venerable John Ribton Gore i de Frances Brabazon Ellard. Tenia tres germans i una germana. La seva família descendia de Sir Paul Gore, 1r Baronet, i el besavi de John era Sir Arthur Gore, 1r Baronet. Va estudiar en el Trinity College i es va diplomar en Enginyeria Civil en 1865.

## Carrera professional
Va treballar com a enginyer del ferrocarril a Irlanda durant dos anys, abans de ser nomenat enginyer ajudant en el Departament de Treballs Públics en el projecte del Canal de Sirhind a l'Índia. En 1877 va tornar a Irlanda, i va estar dos anys vacant, en els quals va viure en Ballysadare (Comtat de Sligo) amb el seu pare. En 1879 es va retirar amb una pensió després d'onze anys de servei, i després de la mort del seu pare en 1894, es va traslladar a Dublín, on va passar la resta de la seva vida dedicat a l'astronomia.

## Astronomia
Gore no va tenir una instrucció formal en astronomia, i havia començat a estudiar el cel mentre treballava a l'Índia. Mentre va estar allí, va confiar primer en la seva bona vista, després en uns prismàtics, i finalment va utilitzar un telescopi de tres polzades i un altre de deu centímetres amb muntura equatorial. El seu primer llibre, "Southern Stellar Objects for Small Telescopes" (Objectes Estel·lars del Sud per a Petits Telescopis) es va publicar a l'Índia en 1877.
Després del seu retorn a Irlanda en 1877, va començar a utilitzar un telescopi de tres polzades i prismàtics. Va instal·lar un primer observatori en Sligo, i més tard el va traslladar al n° 3 del carrer Nortumberland de Dublín. La seva major contribució van ser els seus estudis d'estels dobles i variables, sobre les quals va publicar diferents catàlegs.
Va morir a conseqüència d'un accident al carrer el 18 de juliol de 1910 a Dublín.

## Eponimia
- El cràter lunar Gore porta aquest nom en la seva memòria.[13]